# Saint-Pierre-Roche
Saint-Pierre-Roche är en kommun i departementet Puy-de-Dôme i regionen Auvergne-Rhône-Alpes i centrala Frankrike. Kommunen ligger i kantonen Rochefort-Montagne som tillhör arrondissementet Clermont-Ferrand. År 2022 hade Saint-Pierre-Roche 500 invånare.

## Befolkningsutveckling
Antalet invånare i kommunen Saint-Pierre-Roche
| Referens: INSEE |